# اسلام‌آباد (زیدآباد، دو)
اسلام‌آباد یا اسلام‌آباد۲ روستایی در دهستان زیدآباد بخش زیدآباد شهرستان سیرجان استان کرمان ایران است.

## جمعیت
بر پایه سرشماری عمومی نفوس و مسکن در سال ۱۳۹۵ جمعیت این مکان ۴۶ نفر (۱۴خانوار) بوده‌است.